# Tichoreckij rajon
Il Tichoreckij rajon (in russo Тихорецкий район?) è un rajon del Kraj di Krasnodar, nella Russia europea.